# Feliks Niedziółka
Feliks Niedziółka (ur. 22 stycznia 1945 w Karczewie, zm. 9 sierpnia 2024)  – polski piłkarz występujący na pozycji obrońcy. Był wychowankiem Mazura Karczew, którego barwy reprezentował od 1958 do 1965 roku. W 1966 roku został zawodnikiem Legii Warszawa, w której zadebiutował 9 kwietnia 1966 w spotkaniu przeciwko Stali Rzeszów. 30 listopada 1974 roku przeciwko Zagłębiu Sosnowiec rozegrał swój ostatni mecz w barwach Legii. W 1975 roku przez krótki czas występował w amerykańskim Rochester Lancers, jednakże w tym samym roku przeszedł do szwedzkiego Veberöd RHC, w którym występował przez następny rok. W 1976 roku zakończył karierę.

## Sukcesy

### Legia Warszawa
- Mistrzostwo Polski:  1968/1969, 1969/1970
- Puchar Polski: 1965/1966, 1972/1973